# Heggadathahalli, Mandya
Heggadathahalli là một làng thuộc tehsil Mandya, huyện Mandya, bang Karnataka, Ấn Độ.